# Касимбек
Касимбе́к (каз. Қасымбек) — село у складі Жамбильського району Алматинської області Казахстану. Входить до складу Шолаккаргалинського сільського округу.
До 1993 року село називалось Новоросійськ.
Населення — 4025 осіб (2021; 2326 у 2009, 2016 у 1999, 2095 у 1989).